# Én kicsi pónim: Equestria lányok – Elfeledett barátság
Az Én kicsi pónim: Equestria lányok – Elfeledett barátság (eredeti cím: My Little Pony: Equestria Girls – Forgotten Friendship) 2018-ban bemutatott amerikai–kanadai 2D-s számítógépes animációs különkiadás, amelyet Ishi Rudell és Katrina Hadley rendezett. A különkiadás az Én kicsi pónim: Varázslatos barátság animációs televíziós sorozathoz készült. A DHX Media készítette, a Hasbro Studios forgalmazta. Amerikában 2018. február 17-én mutatta be a Discovery Family csatorna. Magyarországon a Minimax mutatta be 2019. november 1-jén.
A film bemondott címe Én kicsi pónim: Elfeledett barátság lett. Valószínűleg az Én kicsi pónim: Varázslatos barátság különkiadásokkal egyidőben történő szinkronizálás vezethetett a téves címbemondáshoz.

## Ismertető
Sunset Shimmer megdöbbenve tapasztalja, hogy legjobb barátai rejtélyes módon nem emlékeznek rá. Azonnal visszatér Equestria-ba, ahol Celestia és Twilight Sparkle hercegnők segítségével próbál meg véget vetni a különös varázslatnak, mielőtt barátai örökre elfelejtik őt. Vajon sikerrel járnak? Itt az ideje megtudni.

## Szereplők
| Szereplő               | Eredeti hang        | Magyar hang      |
| ---------------------- | ------------------- | ---------------- |
| Twilight Sparkle       | Tara Strong         | Vadász Bea       |
| Sunset Shimmer         | Rebecca Shoichet    | Simonyi Réka     |
| Rainbow Dash           | Ashleigh Ball       | Grúber Zita      |
| Applejack              | Ashleigh Ball       | Solecki Janka    |
| Pinkie Pie             | Andrea Libman       | Zsigmond Tamara  |
| Fluttershy             | Andrea Libman       | Szabó Zselyke    |
| Rarity                 | Tabitha St. Germain | Molnár Ilona     |
| Spike                  | Cathy Weseluck      | Seszták Szabolcs |
| Wallflower Blush       | Shannon Chan Kent   | Laudon Andrea    |
| Trixie Lulamoon        | Kathleen Barr       | Laurinyecz Réka  |
| Celestia hercegnõ      | Nicole Oliver       | Orosz Helga      |
| Luna hercegnõ          | Tabitha St. Germain | Németh Kriszta   |
| Luna igazgatóhelyettes | Tabitha St. Germain | Németh Kriszta   |
| Maud Pie               | Ingird Nilson       | Győrfi Laura     |
| Micro Chips            | James Kirk          | Ungvári Gergely  |
| Nurse Redheart         | Ashleigh Ball       | Kiss Erika       |

## Magyar változat
A szinkront a Minimax megbízásából a Subway Stúdió készítette.
- Magyar szöveg: Markwarth Zsófia
- Hangmérnök és szinkronrendező: Johannis Vilmos
- Gyártásvezető: Terbócs Nóra
- Produkciós vezető: Kicska László
- Felolvasó: Németh Kriszta
- Főcímdal: Csuha Bori

## Dalok
| Dal               | Eredeti előadó                                                                  | Magyar előadó   |
| ----------------- | ------------------------------------------------------------------------------- | --------------- |
| We've Come So Far | Rebecca Shoichet, Ashleigh Ball, Andrea Libman, Shannon Chan-Kent, Kazumi Evans | Nádasi Veronika |
| Invisible         | Shannon Chan-Kent                                                               | Sági Tímea      |